# Germanismus

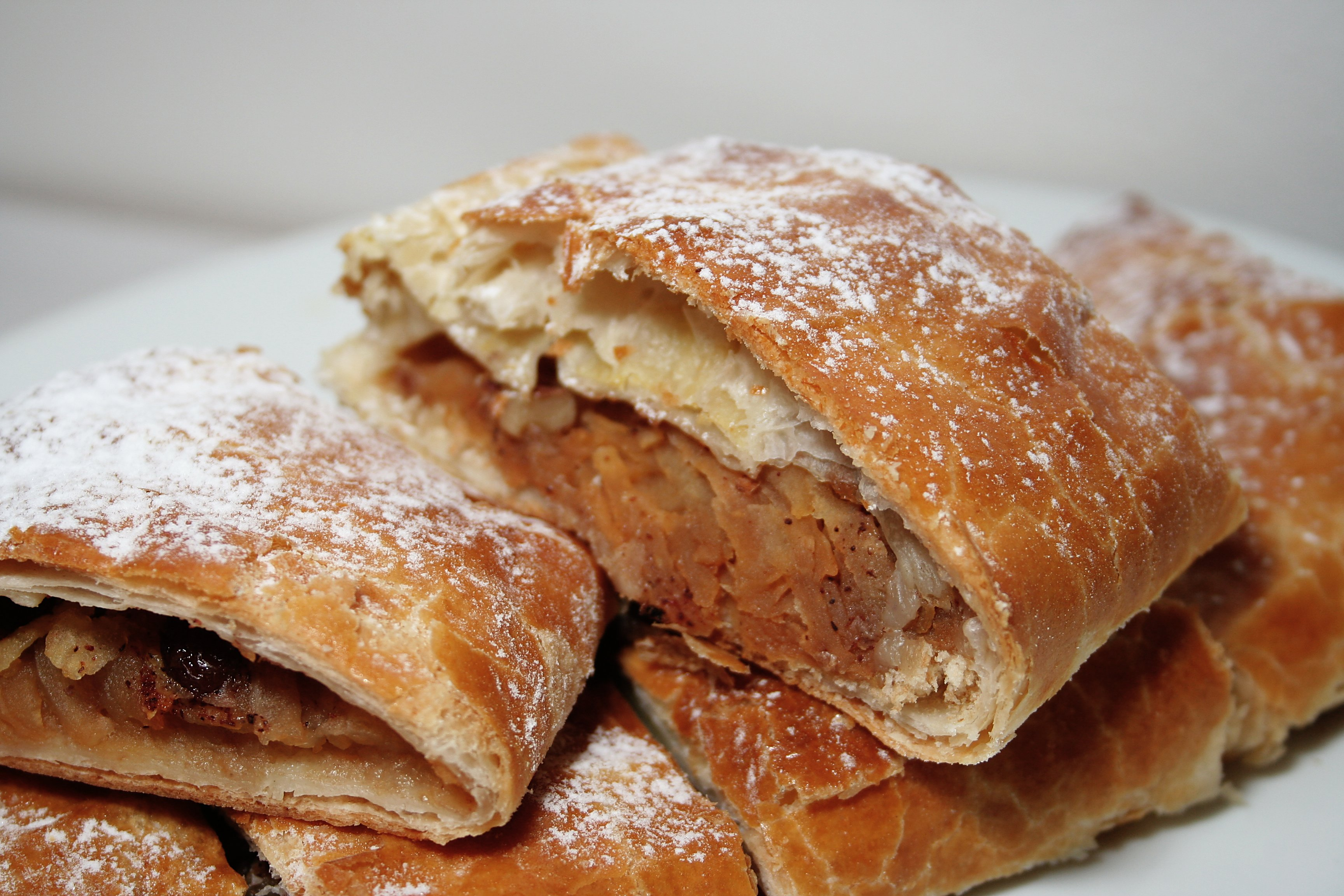
Strudel ist aufgrund seiner gerollten Form das hebräische Wort (שטרודל) für das Zeichen @

Ein Germanismus ist ein deutsches Wort, das in einer anderen Sprache als Lehnwort oder Fremdwort integriert wurde. Der Plural von Germanismus heißt Germanismen.

## Beispiele in verschiedenen Sprachen

### Afrikaans
Einer Einsendung für Jutta Limbachs Sammlung von Germanismen Ausgewanderte Wörter zufolge steht Aberjetze in Afrikaans für einen ungeduldigen Deutschen. In der Kolonialzeit hatten die Deutschen in Südwestafrika oft Buren in Dienst genommen. Wenn sie zu langsam arbeiteten, seien sie häufiger mit „Aber jetzt!“ angetrieben worden.

### Albanisch
Albanische Gastarbeiter im Kosovo haben viele deutsche Wörter mit in ihre Heimat gebracht. Der Bierkrug heißt im Kosovo krikëll, da er sich vom ostösterreichischen „Krügerl“ herleitet. Das Lehnwort shalter im Albanischen hat die Doppelbedeutung von „Lichtschalter“ und „Postschalter“ beibehalten. Außerdem gibt es im Kosovo die Wörter srafciger („Schraubenzieher“), speis („Speisekammer“) und virsle („Würschtle“).

### Bassa
In Bassa, einer Bantusprache in Kamerun, ist das Wort für „Bahnhof“ banop und erinnert an die Deutschen, die in ihrer Kolonie die erste Eisenbahn bauten.

### Belarussisch
Handel und Verwaltung in Belarus waren zur Blütezeit der Hanse (14. Jahrhundert) stark von Deutschen beeinflusst. Darauf weisen Wörter wie ‚čynš‘ (чынш) für „Zins“, ‚handal‘ (гандаль) für „Handel“ und ‚štempel‘ (штэмпэль) für „Stempel“ hin. Hierher gehören auch ‚hiešeft‘ (гешэфт) „Geschäft“ und ‚falšavać‘ (фальшаваць) „fälschen“.

### Bosnisch
Zahlreich sind die Germanismen in der bosnischen Sprache, was hauptsächlich auf die Eingliederung Bosniens in die österreichisch-ungarische Monarchie (1878–1918) zurückzuführen ist. Der Begriff švabo ist eine umgangssprachliche Bezeichnung für einen Deutschen. Er ist auf die vielen Schwaben zurückzuführen, die sich im Verlauf der napoleonischen Kriege in Bosnien und seinen Nachbarländern niederließen. Ein kultureller und sprachlicher Austausch ist schon im 13. und 14. Jahrhundert belegt, etwa durch die deutschen Einwanderer, die in Bosnien als Leiter von Bergwerken Ansehen genossen, sogenannte sasi („Sachsen“), etwa in Srebrenica, wo der Silberabbau florierte. Starke sprachliche Einflüsse hatte das Deutsche auf das Bosnische auch über die zahlreichen Flüchtlinge, die infolge des Bosnienkrieges (1992–1995) nach Deutschland gekommen sind.
Bevor auf die einzelnen Begriffe eingegangen wird, noch einige (nicht abschließende) Hinweise zur Aussprache der bosnischen Wörter aus diesem Artikel:
- „š“ wird wie das deutsche „sch“ ausgesprochen
- „c“ wird wie das deutsche „z“ ausgesprochen
- „v“ wird wie das deutsche „w“ ausgesprochen
- „z“ wird wie das deutsche „s“ in „Pause“ ausgesprochen
Das weltbekannte Automodell Käfer der Firma Volkswagen heißt auf Bosnisch folcika (sprich: „Vollzicka“), was eine lautmalerische Wiedergabe des Firmennamens von Volkswagen ist. Im Bosnischen bezeichnet rikverc den Rückwärtsgang eines Fahrzeugs, das am besten rosfraj („rostfrei“) zu sein hat. Das Wort šina bezeichnet jede Art von Schiene in der Technik. Das Wort hoštapler bezeichnet einen Betrüger („Hochstapler“). Der Begriff ofinger bedeutet „Kleiderbügel“ und geht wohl zurück auf das Nomen zum Verb „aufhängen“, also „Aufhänger“. Das bosnische Wort auspuh bedeutet „Auspuff“. Der Begriff escajg bedeutet „Besteck“ und stammt von dem Wort „Esszeug“ ab. Cigla bedeutet „Ziegel“. Farba heißt „Farbe“, flaša heißt „Flasche“. Der Begriff haustor bezeichnet das Treppenhaus eines Mehrfamilienhauses oder eines Hochhauses. Das bosnische Verb glancati bedeutet „polieren“ und geht auf das deutsche Wort „Glanz“ zurück. Der Ausdruck fajront ist ein umgangssprachliches Wort, mit dem man in Bosnien sagt, dass eine Veranstaltung zu Ende ist, und stammt offensichtlich vom deutschen Wort „Feierabend“ ab. Mit dem Verb izluftirati bezeichnet man in Bosnien das Lüften einer Wohnung. Grundstücke werden in Bosnien im grunt vermerkt, was auf die deutsche Bezeichnung für das „Grundbuch“ zurückgeht. Rošle bedeutet auf Bosnisch „Rollschuhe“. Šalter heißt „Schalter“. Das Wort šarafciger bedeutet „Schraubenzieher“. Eine mašina za veš („Waschmaschine“) steht in jedem bosnischen Haushalt. Das Wort veš wird auch außerhalb dieses feststehenden Begriffs zur Bezeichnung von „Wäsche“ verwendet. Ihre Haare trocknen auch die Bosnier mit einem fen („Fön“). Auch in Bosnien werden gern šnicla („Schnitzel“) und viršla (vom schwäbischen „Würschtle“, hochdeutsch „Würstchen“) gegessen, zu denen man auch ein frtalj („Viertel“) Brot essen kann. Alles zusammen bezahlt man dann – zumindest im Jargon der Hauptstadt Sarajevo – mit einem cener („Zehner“) oder cvanciger („Zwanziger“). Der Begriff špaiz bedeutet „Speisekammer“. Schmuggeln heißt auf Bosnisch švercovati, was auf eine Verbindung mit dem Wort „schwarz“ bzw. „Schwarzhandel“ hinweist. Wer dabei der bosnischen Justiz in die Hände gelangt, muss auch in Bosnien die „Zeche“ dafür zahlen (auf Bosnisch: ceh), wobei bemerkenswert ist, dass das bosnische Wort ceh ebenso wie die deutsche „Zeche“ ausschließlich verwendet wird, um auszudrücken, dass jemand für einen Fehler wird einstehen müssen. Und wenn ein bosnischer Fußballspieler eine sichere Chance vergibt, dann sagt man umgangssprachlich, er hätte einen zicer (vom deutschen „sicher“) vergeben.

### Bulgarisch
Deutsche Wörter, die fast unverändert in die bulgarische Sprache übernommen wurden, sind zum Beispiel „Bohrmaschine“ (бормашина, bormaschina), „Auspuff“ (ауспух, auspuch) und „Schiebedach“ (шибидах, schibidach). Auch das deutsche Wort „Anzug“ (анцуг) wird im Bulgarischen verwendet. Allerdings bedeutet es dann „Trainingsanzug“.

### Chinesisch
Eines der ganz wenigen deutschen Lehnwörter im Chinesischen ist das Wort für „Gullydeckel“ (雨水口 yushuikou „Regenwasserloch“), das in Qingdao – abweichend vom Sprachgebrauch im übrigen China – guli (骨沥) heißt. Die Chinesen lernten Gullys mit der Kanalisation im deutschen Pachtgebiet Jiaozhou kennen. Zu den etwa 40 deutschen Lehnwörtern, die in Qingdao heute noch gebraucht werden, gehört auch das Wort 大嫚 daman für „Damen“ (胶州大嫚 Jiaozhou-Damen). Außerdem ist das Aspirin unter dem Namen 阿司匹林 (āsīpǐlín) bekannt.
Firmennamen müssen meist übersetzt werden, wobei eine gute Übersetzung für den Geschäftserfolg sehr wichtig ist. So heißt Opel in China 欧宝 Oubao („europäischer Schatz“), Adidas 愛迪達 Aidida, Puma AG 彪馬, die Metro AG 麦德龙 Maidelong und die Commerzbank 商业银行 Shangye Yinhang („Handels-Bank“). Die Koenig & Bauer AG hat ihren Namen nach den Anfangssilben mit 高宝 Gaobao („hoch“ und „Schatz“) übersetzen lassen. Die Bayer AG heißt auf Chinesisch 拜耳 Bai’er („besuchen, begrüßen“ und „Ohr“). Bei Volkswagen, 大众汽车 Dazhong qiche („Auto der großen Masse“), handelt es sich hingegen nicht um eine lautgemäße, sondern rein sinngemäße Übersetzung, bei der man sich aber die Ähnlichkeit des chinesischen Zeichens für Menschenmasse 众 zhong mit dem VW-Logo zunutze gemacht hat.

### Dänisch
Im Dänischen wird der deutsche Begriff „Hab und Gut“ in der Form habengut für den eigenen Besitz verwendet.
Bundesligahår („Bundesliga-Haar“) ist das dänische Wort für eine Vokuhila-Frisur, da diese Art Frisur als charakteristisch für die Fußball-Bundesliga gesehen wurde.

### Englisch
Das wohl bekannteste deutsche Wort im Englischen ist das Wort „Kindergarten“. Der erste Kindergarten außerhalb des deutschsprachigen Raumes wurde 1851 in London gegründet. Fünf Jahre später führte Margarethe Schurz den ersten Kindergarten in den USA in Watertown ein. Die Sprache in den ersten Kindergärten war Deutsch, da diese für die Kinder deutscher Einwanderer gedacht waren. 1882 betrug die Zahl der Kindergärten in den USA bereits 348. Inzwischen sind sich die meisten US-Amerikaner der deutschen Herkunft des Wortes nicht mehr bewusst. Die Kindergärtnerin hieß zunächst kindergartner, später kindergarten teacher. Kindergartner ist heute das Kind, das den Kindergarten besucht.
Im Englischen wird das deutsche über- auch zuweilen (oft als uber) in Zusammensetzungen verwendet, wie in ubergeek, um extreme Steigerung auszudrücken.
US-amerikanische Studenten verwenden für das Tischfußballspiel, das im Deutschen den englischen Namen Kicker hat, neben der Bezeichnung table football gelegentlich auch das Wort foosball. Im sportlichen Bereich werden meist die Begriffe foosball und zunehmend table soccer verwendet, wobei letzteres der zunehmenden Internationalisierung der Tischfußball-Verbände geschuldet ist.
Im Englischen sagt man bless you („… segne dich“), wenn jemand geniest hat, wobei die Vollform God bless you („Gott segne dich“) lautet. Manchmal wird auch das deutsche Wort gesundheit verwendet.
Im Concise Oxford Dictionary kommt das deutsche Wort „verboten“ vor, definiert als etwas, das durch eine Behörde untersagt ist (forbidden by an authority).
Eine quantitative Untersuchung zur Entlehnung deutscher Wörter ins Englische vom Beginn des 16. Jahrhunderts an bis zu den 1990er Jahren enthält Best (2006); erfasst sind 4837 Wörter, verteilt auf 68 Themenbereiche.

### Estnisch
Zwischen dem Estnischen und dem Deutschen gab es lang anhaltende Kontakte. Estland wurde im 13. Jahrhundert von Rittern des Deutschen Ordens erobert und danach von Geistlichen, Kaufleuten und Handwerkern besiedelt. Dadurch hat das Estnische viele Lehnwörter aus dem Deutschen übernommen. Beispiele dafür sind vein („Wein“), klaver („Klavier“), „sink“ (Schinken) reis („Reise“) und kunst („Kunst“). Moderne Entlehnungen aus dem Deutschen sind reisibüroo („Reisebüro“) und kleit („Kleid“). Aufschriften wie Politsei auf Streifenwagen, Infopunkt und Kaminameister stellen deutschsprachige Touristen vor geringe Herausforderungen.

### Farsi
Der Begriff pompe benzin wird im Iran für „Tankstelle“ gebraucht. Technische Begriffe wie „Pumpe“ sind bei Ingenieuren bekannt. Der militärische Begriff Abstrafung wurde unter Reza Schah eingeführt und steht noch in Wörterbüchern. In der Musik benutzt man das Wort falsch für eine falsche Note oder einen falschen Ton. Mentsch (منچ) heißt das Spiel „Mensch ärgere Dich nicht“ auf Persisch. Dabei wurde nur das Wort „Mensch“, leicht abgeändert in Mentsch, übernommen.

### Finnisch
Zu den aus dem Deutschen entlehnten Wörtern im Finnischen gehören braatvursti und besserwisser. Das Wort kaffepaussi, das 2006 vom Deutschen Sprachrat zum Gewinner der Ausschreibung „Wörterwanderung“ gekürt wurde, ist dagegen kein Germanismus, sondern stammt mit hoher Wahrscheinlichkeit aus dem Schwedischen.

### Französisch
Im Französischen gibt es einige an die Erfahrungen im Zweiten Weltkrieg anknüpfende Germanismen, etwa witz für einen schlechten, bedrohlichen Scherz oder ersatz für Ersatzkaffee bzw. heute umgangssprachlich als Bezeichnung für eine zweitklassige Nachahmung oder „Pfusch“. Das Wort lied im Französischen bedeutet ein Kunstlied, wie etwa auch Chanson im Deutschen eine spezifische Bedeutung hat. Das Wort trinquer („anstoßen“) hat den deutschen Ursprung „trinken“.
In französischen Wörterbüchern wird das Wort vasistas als „Oberlicht“ verzeichnet. Ursprünglich geht das Wort wohl auf die napoleonischen Kriege zurück, als französische Soldaten beim Anblick der in deutschen Häusern eingebauten Klappfenster auf Deutsch fragten „Was ist das?“. Diese Frage soll dann das französische Wort für diese Art von Fenstern geworden sein. Schubladiser („schubladisieren“) ist ein französischer Begriff dafür, wenn man etwas zu den Akten legen oder auf die lange Bank schieben will. Das Wort heißt als Nomen schubladisation („Schubladisierung“).
Zahlreiche Wörter wurden aus dem Deutschen übernommen: le schnaps, les neinsager, la Weltanschauung, le bloedmann, le heimweh, le fernweh oder le bunker (auch als Spitzname für das Filmfestivalgebäude von Cannes).
Eine Besonderheit aus dem technischen Kontext ist le karcher für einen Hochdruckreiniger des Herstellers Kärcher (Gattungsname). Auch als Verb verwendet der Franzose karcher oder karcheriser für Säubern bzw. Reinigen. Bekannt wurde es durch Nicolas Sarkozy. Im Juni 2005 löste Sarkozy in der französischen Öffentlichkeit eine lebhafte Debatte aus, als er bei zwei Besuchen der Pariser Vorstadt La Courneuve erklärte, angesichts der dortigen, hohen (Jugend-)Kriminalitätsrate dränge sich ihm die Formulierung „mit dem Hochdruckreiniger säubern“ auf („Le terme 'nettoyer au karcher' est le terme qui s'impose, parce qu'il faut nettoyer cela.“).
Im Schweizer Französisch gibt es einige vom (Schweizer-)Deutschen abgeleitete Begriffe wie poutzer statt nettoyer oder speck statt lard.
In den deutsch-französischen Grenzgebieten haben naturgemäß viele Wörter die Sprachgrenze überschritten, so zum Beispiel in Lothringen. Dort heißt zum Beispiel „das spritzt“ ça spritz (statt ça éclabousse). Spritz in der Bedeutung von „Spritzgebäck“ gibt es in ganz Frankreich.
Darüber hinaus gibt es noch direkte Übernahmen von Wörtern wie le waldsterben oder le schuss (Schussfahrt beim Skifahren).

### Griechisch
Das (Neu-)Griechische hat vor allem durch γκασταρμπάιτερ‚ gastarbáiter‘ („Gastarbeiter“), die einen Teil ihres Lebens in Deutschland oder Österreich verbracht haben, Lehnwörter aus dem Deutschen übernommen. Dazu gehören Wörter wie σνίτσελ ‚snitsel‘ („Schnitzel“) oder σναπς ‚snaps‘ („Schnaps“). Außerdem gibt es Wörter, die nicht mit der Gastronomie zusammenhängen, etwa παρλαπίπα ‚parlapipa‘ („Paperlapapp“), eine unsinnige, dumme Bemerkung, oder λούμπεν ‚loumpen‘ („Lumpen“), jemand, der der Vorrechte seiner gesellschaftlichen Schicht beraubt wurde. Bei diesen Wörtern ist unklar, wie sie ins Griechische gekommen sind.

### Hebräisch
Das umgangssprachliche Hebräisch verfügt über etliche Germanismen, die über den Umweg des Jiddischen Einzug gehalten haben. Im handwerklichen Sektor finden sich einige deutsche Ausdrücke, wie ‚stecker‘, ‚spachtel‘ und ‚Dübel‘, welcher allerdings – aufgrund des fehlenden Ü-Lautes – „diebel“ ausgesprochen wird. Ebenso wie im Griechischen ist auch im Hebräischen das Wort „Schnitzel“ als שניצל bekannt, das auf Speisekarten oftmals aus dem Hebräischen in die lateinische Schrift zurückübertragen wird, dann aber in der an das Englische angepassten Schreibweise ‚shnitzel‘. Das Gericht, sein Name und die anglisierte Schreibweise wurden dann wiederum aus Israel an Familien und Restaurants in jüdischen Wohngebieten außerhalb des Landes, etwa nach New York, übertragen.
Das deutsche Wort „Strudel“ (שטרודל) wird für das Zeichen @ (nach der Form des Gebäcks) bei der Angabe von E-Mail-Adressen verwendet.
Das hebräische Wort für Siesta, die vor allem am Schabbat in vielen religiösen Familien nach dem Mittagessen eingelegt wird, ist ‚schlafstunde‘, wobei nicht klar ist, ob die Jeckes diese Gewohnheit in Israel angenommen oder sie aus Deutschland mitgebracht haben. Die modernen Monatsnamen in Israel entsprechen den deutschen Bezeichnungen Januar, Februar, März usw. Die einzige Abwandlung ergibt sich beim Monat August, der „Ogust“ ausgesprochen wird, da die Vokalverbindung „au“ im Hebräischen ungewöhnlich und in der hebräischen Umschrift nicht darstellbar ist.

### Italienisch
Interessant ist, wenn Sprachgemeinschaften für den gleichen Begriff ein Wort aus der jeweils anderen Sprache nehmen. So ist das, was die Deutschen mit dem italienischen Wort Razzia (ursprünglich arabisch غزوة ghazwa ‚Raubzug‘) bezeichnen, in Italien il blitz (nach dem deutschen Wort „Blitz“, „Blitzkrieg“). ‚Un lager‘ ist im Italienischen – anders als im Englischen – kein Lagerbier, sondern die Verkürzung von „Konzentrationslager“. Deutsche Touristen haben durch ihre Nachfrage il wurstel, das Würstchen, nach Italien gebracht, das deutsche Wort Sauerkraut wurde abgewandelt übertragen als i krauti.
Des Weiteren leitet sich das italienische Wort für Trinkspruch, il brindisi vom deutschen bring dir’s ab.

### Japanisch
Im Japanischen gibt es einige Wörter, die aus dem Deutschen kommen, beispielsweise Arbeit als ‚arubaito‘ アルバイト (in der Bedeutung „Nebenerwerb“, „Studentenjob“).
Andere ins Japanische übertragene Wörter kommen aus dem Bereich des Alpinismus (‚hyutte‘ ヒュッテ für „Berghütte“, ‚gerende‘ ゲレンデ („Gelände“) für Skigebiet, ‚aizen‘ アイゼン für „Steigeisen“, ‚ēderuwaisu‘ エーデルワイス „Edelweiß“, ‚ryukkusakku‘ リュックサック für „Rucksack“ und wohl auch ‚shurafu‘ シュラフ für „Schlafsack)“.
Da die medizinische Ausbildung anfänglich stark von deutschen Lehrkräften beeinflusst war, haben viele deutsche Begriffe aus der Medizin Eingang in die japanische Sprache gefunden. Dazu gehören ‚kuranke‘ クランケ als Bezeichnung für den Kranken, den Patienten, ‚karute‘ カルテ, Karte im Sinne von „Krankenkarte“ zur Aufzeichnung der Krankengeschichte, ‚gipusu‘ ギプス „Gipsverband“, ‚arerugī‘ アレルギー für „Allergie“ und ‚noirōze‘ ノイローゼ für „Neurose“. Selbst das Wort ‚orugasumusu‘ オルガスムス „Orgasmus“ wurde aus dem Deutschen übernommen.

### Kirundi
In Kirundi, der Sprache des ostafrikanischen Landes Burundi, ist die Bezeichnung für Deutsche, die ehemaligen Kolonialherren, ‚dagi‘. Dieses Wort leitet sich von dem Gruß „Guten Tag“ (verkürzt „Tag“) her.

### Koreanisch
Um auch letzte Reste der japanischen Besatzungszeit zu tilgen, werden in Südkorea auch japanische Lehnwörter aus dem Wortschatz entfernt. Davon unberührt bleibt das Wort 아르바이트 areubaiteu, das das Koreanische weiter mit der japanischen Sprache gemein hat. ‚Arubaito‘ アルバイト leitet sich nämlich von dem Wort „Arbeit“ her und bezeichnet den Ferienjob eines Studenten oder Schülers.
- areubaiteu 아르바이트 (Arbeit im Sinne von Nebenbeschäftigung, Aushilfsarbeit)
- allereugi 알레르기 (Allergie)
- noiroje 노이로제 (Neurose)
- gaje 가제 (Gaze, Wundverband)
- gipseu 깁스 (Gips)
- aijen 아이젠 (Steigeisen)
- jail 자일 (Seil)
- bibak 비박 (Biwak)
- kopel 코펠 (Kocher für Freizeit, Bergsteigen)
- hopeu 호프 (Bierhalle, Bierkneipe; von Hof oder Bierhof? Oder eng. hop? (Hopfen))
- shutollen 슈톨렌 (Stollen)
- geullokensyupil 글로켄슈필 (Glockenspiel)
- raiteumotibeu 라이트모티브 (Leitmotiv)
- rumpen 룸펜 [Obdachloser] (Lumpen)
- peurolletaria 프롤레타리아 (Proletarier)
- peurolletariateu 프롤레타리아트 (Proletariat)
- ideollogi 이데올로기 (Ideologie)
- shale, shaale 샬레, 샤알레 (Petrischale)
- peureparateu 프레파라트 (Präparat für Mikroskop)
- meseushillindeo 메스실린더 (Messzylinder)
- hallogen 할로겐 (Halogen)
- geullikogen 글리코겐 (Glykogen)
- ripaje, ripaaje 리파제, 리파아제 (Lipase)
- amillaje, amillaaje 아밀라제, 아밀라아제 (Amylase)
- metan 메탄 (Methan)
- putan 부탄 (Butan)

### Kroatisch

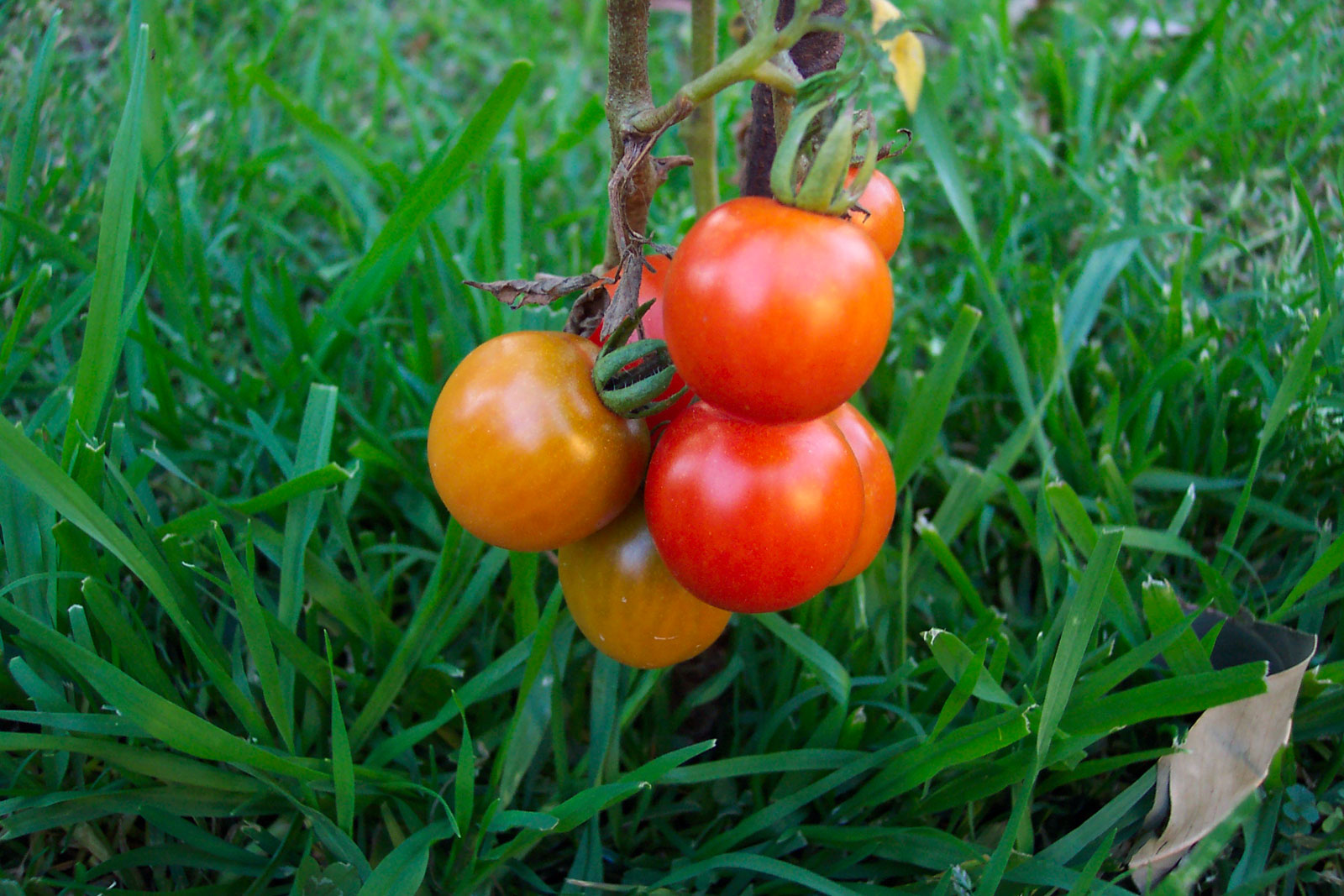
rajčice bzw. paradajz (Paradeiser)

Durch die österreichisch-ungarische Monarchie wurden oft spezifisch österreichische Wörter übernommen: paradajz („Paradeiser“, die wortwörtliche Übersetzung rajčica wird immer häufiger gebraucht), špajza („Speis“, Speisekammer), knedli („Knödel“), putar („Butter“, eigentlich maslac), ribizli („Ribisel“, Johannisbeeren), šnicla („Schnitzel“, eigentlich odrezak), fijaker („Fiaker“), foranga („Vorhänge“), herceg („Herzog“), majstor („Meister“) oder tišljar („Tischler“, eigentlich stolar).
Ebenso sind Bezeichnungen wie pleh („Blech“), cajger („Zeiger“), žaga („Säge“), šalter‚ („Schalter“), šrafciger (ugs. „Schraubenzieher“, eigentlich odvijač) oder curik und rikverc („zurück“ und „rückwärts“, für den Rückwärtsgang beim Auto) in Kroatien allgemein geläufig. Insbesondere im technischen Bereich herrschen nahezu keine phonetischen Unterschiede zum Deutschen; den meisten Kroaten sind diese deutschen Fachbezeichnungen auch ohne gute Sprachkenntnisse bekannt. Sehr selten werden die Ausdrücke špajscimer („Speisezimmer“), badecimer („Badezimmer“), forcimer („Vorzimmer“), šlafcimer („Schlafzimmer“) und cimer fraj („Zimmer frei“) in der Umgangssprache gebraucht (neuere Entlehnungen zur touristischen Verständigung mit Deutschsprachigen). Die Waschmaschine wird umgangssprachlich oft auch vešmašina genannt (eigentlich perilica za rublje). Interessant ist etwa auch der Begriff cušpajz („Zuspeise“), der für eine Art Gemüseeintopf verwendet wird.

### Kurdisch
Durch das Türkische sind einige deutsche Wanderwörter in die kurdische Sprache gelangt. Das Bekannteste ist sobe („Ofen“), welches auf das ahd. „stuba“ (nhd. „Stube“) zurückgeht. Ebenfalls gebräuchlich ist – wie im Persischen – pûmpe.

### Lettisch
Wie auch im Estnischen gibt es in Lettland besonders durch die große Rolle des Deutschen Ordens in der lettischen Geschichte einige Germanismen, so zum Beispiel poltergeists oder vunderkinds.

### Litauisch
Gleiches gilt für das Litauische, welches mehr als 3000 Germanismen enthält, wobei die meisten davon im modernen Litauisch allerdings nicht mehr verwendet werden. Deutsche Begriffe haben vor allem aufgrund der Verbindung zu Preußen und später dem Deutschen Reich durch Preußisch Litauen und das Memelland Einzug in den litauischen Sprachschatz erhalten. Häufig betreffen sie Gegenstände der Alltagskultur, etwa liktìs (Licht, Kerze), krūzas (Krug, Becher) oder trepai (Treppe). Die größte Gruppe bilden Personenbezeichnungen, z. B. šneideris (Schneider), gifreiteris (Gefreiter) oder burgelis (Bürger). Aus der letztgenannten Gruppe sind einige Wörter auch heute noch in Gebrauch; ein typisches Beispiel ist der buhalteris (Buchhalter).

### Mazedonisch
Im Mazedonischen ist die für das Wort Witz entsprechende Bedeutung ‚виц‘ wie auch im Französischen.

### Niederländisch
Das Niederländische hat einige Wörter aus dem Deutschen übernommen, etwa überhaupt, sowieso und Fingerspitzengefühl. Diese sind längst eingebürgert. Das Wort unheimisch (Zusammensetzung aus den deutschen Wörtern „unheimlich“ und „heimisch“) wird verwendet, wenn einem etwas nicht geheuer erscheint.
Aus dem Bereich des Sports wurden die Wörter „Schwalbe“ (ein vorgetäuschtes Foul beim Fußball), „Alleingang“ (auch im übertragenen Sinne), „Anschlusstreffer“ und „Die Mannschaft“ (für die deutsche Fußballnationalmannschaft) übernommen.

### Norwegisch
Eine völlig andere Bedeutung haben die Wörter vorspiel  – häufig verkürzt zu „vors“ – und nachspiel. Sie haben im Norwegischen keine sexuelle Konnotation, sondern stehen für den gemeinsamen Konsum von alkoholischen Getränken vor oder nach einem Discobesuch oder Kneipenabend. Vors entspricht also eher dem deutschen Begriff „Vorglühen“.

### Polnisch
Die deutsche Sprache hat auch auf das Polnische eingewirkt, so gibt es:
- kajuta („Kajüte“),
- sztorm („Sturm“),
- burmistrz („Bürgermeister“),
- Ratusz („Rathaus“),
- szynka („Schinken“),
- handel („Handel“),
- szlafmyca („Schlafmütze“, auch im übertragenen Sinn)
- szlafrok („Schlafanzug“ oder „Bademantel“).

Im Handwerksbereich gibt es die Wörter:
- waserwaga („Wasserwaage“),
- śruba („Schraube“),
- klajster („Kleister“)
- obcęgi („Zange“),
- baumarket („Baumarkt“)

Im Freizeitbereich gibt es:
- fajerant („Feierabend“),
- bruderszaft („Bruderschaft (trinken)“),
- rausz („Rausch“).

Ein Wort mit frei übertragener Bedeutung ist wihajster für ein unbekanntes „Dingsbums“ (vom deutschen „Wie heißt er?“).
Mit dem Einfluss des Deutschen auf den polnischen Wortschatz hat sich Stachowski (2016) befasst: „a very significant influence over Polish“.

### Portugiesisch
Das Portugiesische benutzt deutsche Wörter wie diesel und kitsch.
Ins brasilianische Portugiesisch wurden durch die deutschen Einwanderer einige deutsche Wörter eingebracht. So steht blitz für eine Verkehrskontrolle. Auch das malzbier, der quark und der chopp (abgeleitet von „Schoppen“, jedoch in der Bedeutung „Bier vom Fass“) sind bekannt. Außerdem wird in Brasilien der deutsche „Streuselkuchen“ zu einer cuca, der Brotaufstrich über schmier (im Riograndenser Hunsrückisch) zu chimia. In den Regionen der deutschen Einwanderer werden auch das oktoberfest und die kerb (Südwestdeutsch für „Kirchweihfest“) gefeiert. Die chipa kommt von der deutschen „Schippe“.

### Rätoromanisch
Eine Sprache mit sehr hohem Anteil an Germanismen ist das Rätoromanische. Germanismen im Rätoromanischen entstanden durch den engen Sprachkontakt seit dem Mittelalter und die Zweisprachigkeit der Rätoromanen. Die Germanismen im Rätoromanischen decken die ganze Bandbreite von stark abgewandelten, zum Teil nicht mehr als fremd empfundenen Lehnwörtern (Beispiel Wald) bis wenig abgewandelten Fremdwörtern (Beispiele festnetz, kraftraum, gleiti) ab. Das erste Beispiel des schon früh übernommenen deutschen Wortes „Wald“ zeigt den Reichtum der Anpassungsvarianten: guaud (Rumantsch Grischun), uaul (Sursilvan), gòld (Sutsilvan), gôt (Sursilvan) und god (Vallader und Putèr). Das zweite Beispiel des sutsilvanischen gleiti für deutsch „bald“ steht für eine der zahlreichen Übernahmen, die nicht aus dem Hochdeutschen, sondern aus dem Schweizerdeutschen erfolgen (Schweizerdeutsch glëiti, glëitig oder glaitig für hochdeutsch „schnell“, „bald“). Manche Germanismen stehen in ständiger Konkurrenz zu Synonymen der eigenen Sprache und stehen dem Phänomen des Code-Switching nahe (Beispiel ils martels im Austausch mit ils hammers).

### Rumänisch
Im Rumänischen sind die Bezeichnungen für Handwerksgegenstände wie bormașină (Bohrmaschine), ștecher (Stecker), șurub (Schraube) und șurubelniță (Schraubenzieher) angekommen.
Weiterhin gibt es cartof (Kartoffel), bere (Bier), șnițel (Schnitzel), lebărvurșt (Leberwurst), crenwurst (Wiener Würstchen), cremșnit (Cremeschnitte), polițist (Polizist), șubler (Schublehre), șanț (Schanze), șmirghel (Schmirgel), maistru (Handwerksmeister).

### Russisch

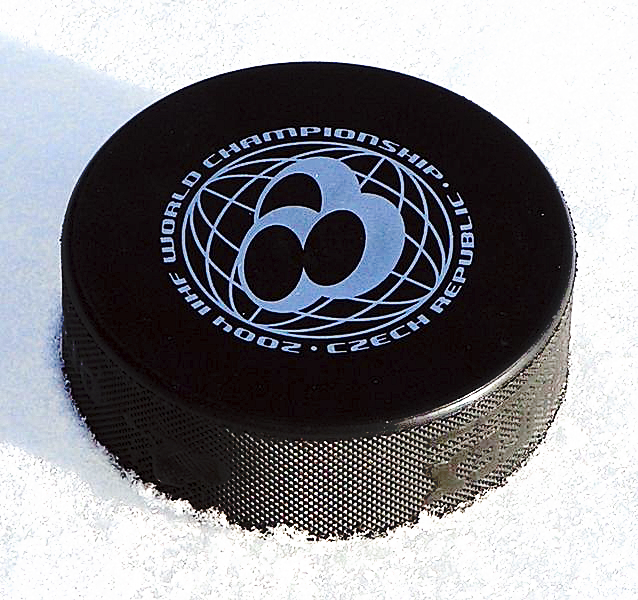
Deutsch: Puck, russisch: ‚шайба‘ (schajba) vom deutschen Wort „Scheibe“

Mit der Rückkehr des Zaren Peter des Großen aus Westeuropa im Jahr 1698 kamen die Lehnwörter nicht mehr aus dem Griechischen und dem Polnischen. Mit Peter wurden die polnischen Übernahmen abgelöst durch Wörter aus westeuropäischen Sprachen. Für die einschneidenden Reformen bei Militär und Verwaltung wurden Wirtschafts- und Verwaltungsfachleute aus Deutschland angeworben. 1716 verordnete er, dass Amtsschreiber Deutsch lernen sollten. „Man schicke nach Königsberg … einige 30 junge Beamten zwecks Erlernung der deutschen Sprache, damit sie geeigneter für das Kollegium werden.“ In einigen Handwerkszweigen überwog der Anteil der Deutschen. Gegen Ende des 18. Jahrhunderts arbeiteten in Petersburg 30 deutsche Uhrmacher gegenüber drei russischen.
Das Russische hat zahlreiche Wörter aus dem Militärwesen übernommen, ‚schlagbaum‘ (шлагбаум) und ‚marschrute‘ (маршрут). Auch Ausdrücke wie ‚rjucksak‘ (рюкзак), ‚masschtab‘ (масштаб), ‚schtrafe‘ (штраф, im Sinne von „Geldstrafe“, „Bußgeld“), oder ‚ziferblat‘ (циферблат) gehören hierher.
Michail Wassiljewitsch Lomonossow, der in Marburg und Freiberg gelernt und studiert hatte, gilt als Begründer der russischen Bergbauwissenschaft, Mineralogie und Geologie. In seinen Darstellungen über Bergbau und Metallurgie verwendet er deutsche Wörter, die Bezeichnungen für Metalle und Minerale Висмут ‚wismut‘, Вольфрам ‚wolfram‘, Гнейс ‚gneis‘, Кварц ‚kwarz‘, Поташ ‚potasch‘, Цинк ‚zink‘ und шпаты ‚schpaty‘, sowie den Grubenausdruck ‚schteiger‘ (Aufseher in der Grube, Steiger). Auch die Begriffe ‚geolog‘ (Geologe), ‚gletscher‘, ‚metallurgia‘, ‚nikel‘ (Nickel), ‚schichta‘ (Erzschicht und Schicht im Hochofen) und ‚schlif‘ (Schliff) fallen unter diese Kategorie.
Auffällig sind die Begriffe aus dem Schach wie ‚Zugzwang‘ (цугцванг), ‚Zeitnot‘ (цейтнот), ‚Endspiel‘ (эндшпиль), ‚Mittelspiel‘ (мительшпиль), ‚Großmeister‘ (гроссмейстер). Moderne Ausdrücke sind ‚Strichcode‘ (штрихкод) und ‚Butterbrot‘ (бутерброд, eigentliche Bedeutung: belegtes Brot ohne Butter) oder gar ‚Brandmauer‘ für den Begriff, der im Deutschen mit „Firewall“ wiedergegeben wird. Ein weiterer technischer Begriff ist Шнек (schnek) im Sinne einer Schneckenwelle oder Förderschnecke. Шрам (schram) bedeutet „Narbe“ und geht auf das Wort „Schramme“ zurück. Ein штольня (schtolnja) ist ein Stollen im Bergbau. Ein шпагат (schpagat) ist wie im Deutschen ein Spagat, ein шпинат (schpinat) ein Spinat und ein шпион (schpion) ein Spion. Selbst der Eishockeybegriff für „Puck“, шайба (schajba), stammt vom deutschen Wort „Scheibe“ im Sinn von „Unterlegscheibe“. Aufschlussreich ist auch das Wort шланг (schlang) für „Gartenschlauch“, das sich vom deutschen Wort „Schlange“ ableitet. Analog dazu stammt das Wort штепсель (schtepsel) für einen Stecker vom deutschen Wort „Stöpsel“ her. Der Beruf des Friseurs nennt sich auf Russisch парикмахер (parikmacher) nach dem Wort „Perückenmacher“. Das russische Wort für „Kurort“ ist gänzlich aus dem Deutschen übernommen: курорт (kurort).

### Schwedisch
Weil die deutsche Reformation, vor allem über die Lutherbibel, einen großen Einfluss auf die schwedische Sprache ausübte, sind deutsche Lehnwörter im neuzeitlichen Schwedisch häufiger als in den anderen skandinavischen Sprachen. Seit dem 19. Jahrhundert verwenden Schweden das deutsche Wort aber im Sinne von „Hindernis“ oder „Einwand“. Für den verdeckten Recherchestil in der Art von Günter Wallraff verwendet man das Verb wallraffa, das sogar in die Wortliste der Schwedischen Akademie aufgenommen wurde. Weitere Beispiele aus der Wortliste der Schwedischen Akademie sind kaputt und besserwisser,  welche häufig in der ursprünglichen Bedeutung im Alltag verwendet werden.

### Serbisch
Eine Ausstellung in Wien über die Gastarbeiter in Österreich hat den serbischen Titel ‚gastarbajteri‘. Auch in Serbien wird ein besonders eifriger Schüler als ‚štreber‘ bezeichnet. ‚šlag‘, vom österreichischen „Schlagobers“, steht in seiner verkürzten Form für „süße Sahne“. Vom österreichischen Wort „Paradeiser“ beeinflusst, heißt die Tomate in Serbien Парадајз (paradajz).

### Serbokroatisch
Die Zahl der Germanismen im Serbokroatischen ist im Vergleich zu den Turzismen gering. Altslawische Wörter, die über das Indogermanische mit deutschen Wörtern verwandt sind (z. B. Wasser-voda, Giebel-glava, Arm-rame, Sohn-sin, Schwester-sestra, Strahl-strela, Schlehe-šljiva, Schwein-svinja, Wolf-vuk, Pfaffe-pop, Christ-krst usw.), sind keine Germanismen im engeren Sinn. Die meisten Germanismen wurden nach dem 18. Jahrhundert unter dem Einfluss der Habsburgermonarchie übernommen und sind bairisch-österreichisch gefärbt. Viele wurden von slawischen Synonymen aus der Hochsprache verdrängt (feder-opruga, cangla-klešta, hohštapler-prevarant, dozna-limenka, šerpa-lonac usw.) und gehören zur Umgangssprache, zum Jargon und zur Gaunersprache.
auspuf (Auspuff), bankrot (Bankrott), birćuz (Wirtshaus), brushalter (Brusthalter), buhtla (Buchtel), cangla (Zange), ceh (Zeche), celer (Zeller (Sellerie)), cigla (Ziegel), cucla (Schnuller, von bair. zuzeln), cug (Zug), cvikeri (Zwicker, Lesebrille), dihtung (Dichtung (Technik)), dinstati (dünsten), dizna (Düse), dozna (Dose), escajg (Essbesteck), fajront (Feierabend, Sperrstunde), feder (Feder (Technik)), flaša (Flasche), frajer (Freier, Kerl), frtalj (Viertel), haustor (Stiegenhaus), hohštapler (Hochstapler, Betrüger), hozentregeri (Hosenträger), keleraba (Kohlrabi), kelj (Kohl), kelner (Kellner), knedla (Knödel), kibla (Kübel), kifla (Kipfel), krofna (Krapfen), kugla (Kugel), kupleraj (Kupplerei, Bordell), lajsna (Leiste), luftirati (lüften), magacin (Lager), majstor (Meister, Handwerker), melšpajz (Mehlspeise), ofinger (Aufhänger, Haken), paradajz (Tomate), plac (Grundstück), plajvaz (Bleiweiss, Bleistift), rajsferšlus (Reißverschluss), ribizla (Ribisel), ringišpil (Ringelspiel), ringla (Kochfeld), roletna (Rollladen), šalter (Schalter), šerpa (Scherben (Topf)), šinter (Schinder), šlag (Schlagobers), šlajfpapir (Schleifpapier), šljaka (Schlacke, Maloche), šnicla (Schnnitzel), špajz (Speisekammer), špic (Spitze), štikla (Stöckel der Stöckelschuhe), štrafta (Streifen), šraf (Schraube), šrafciger (Schraubenzieher), štajga (Steige (Behälter)), štala (Stall), štancovati (stanzen), štangla (Stange), štek (Versteck), štof (Stoff, Gewebe), štos (Stoß (Stapel), Trick), švaba/-o (Schwabe, Deutscher), šverc (Schwarzfahren, Schmuggel), švorc (pleite), vic (Witz), veš (Wäsche), vešeraj (Wäscherei), viršla (Frankfurter Würstchen).

### Slowakisch
Aus den deutschen Sprachinseln in der Slowakei wurden alltägliche, handwerkliche und amtliche Begriffe übernommen.

### Slowenisch
Das Slowenische hat aus dem Deutschen hauptsächlich die österreichische Version deutscher Wörter übernommen. Dazu gehört das Wort ‚nagelj‘ für „Gewürznelke“ (von dem Wort „Gewürznagel“). Hingegen kommt ‚krompir‘ von dem pfälzischen Wort „Grumbeer“ („Grundbirne“) für „Kartoffel“.

### Spanisch
Im Spanischen einiger südamerikanischer Länder gibt es Germanismen, die unter anderem von deutschen Einwanderern eingeführt wurden. So sind in Chile besonders kulinarische Begriff wie ‚kuchen‘, ‚strudel‘ und ‚bretzel‘ in die Allgemeinsprache gelangt, in Uruguay und vielen anderen hispanoamerikanischen Ländern auch ‚frankfurter‘ (Würstchen). Letzteres wird jedoch oft mit der Bedeutung Hotdog verwendet. In Argentinien wird dafür auch die Bezeichnung ‚pancho‘ benutzt, eigentlich eine spanische Kurzform für den Namen Francisco, die wegen der Verwandtschaft dieses Namens mit Frankfurt auf das Wurstbrötchen übertragen worden ist.
In Chile steht das deutsche Wort ‚suche‘ in der Aussprache „sutsche“ für Hausbedienstete (Gärtner, Laufboten, Hausmeister). Dies lässt sich dadurch erklären, dass die Deutschchilenen bei der Suche nach Dienstboten deutschsprachige Schilder aufstellten oder Anzeigen veröffentlichten, deren Text stets mit dem auffälligen deutschen Wort „Suche“ anfing. Die ebenfalls aus dem Deutschen übernommene Bezeichnung ‚kuchen‘ (für Kuchen) sprechen die Chilenen dagegen genau wie im Deutschen aus, also nicht „kutschen“, wie man es bei einer spanischen Aussprache eigentlich erwarten würde. Das liegt offenbar daran, dass das Wort anders als ‚suche‘ aus dem mündlichen Sprachgebrauch übernommen wurde.
In Mexiko wird der im Deutschen als „Kirmes“ bekannte Ausdruck in der Schreibweise ‚kermés‘ für Nachbarschaftsfeste verwendet, bei denen Geld für gemeinnützige Zwecke gesammelt wird. Bei diesem Germanismus handelt es sich allerdings um eine Übernahme aus dem Niederländischen des 16. Jahrhunderts (ndl. kermis, historisch kermiss).

### Swahili
Die in Ostafrika vorherrschende Verkehrssprache Swahili hat viele Lehnwörter aus dem Arabischen und dem Englischen. Aus dem Deutschen stammt dagegen das Wort ‚shule‘ für die Schule.

### Tschechisch
Das Tschechische hat aus benachbarten deutschen Dialekten Wörter übernommen, wie zum Beispiel hajzl („Häusl“) für Toilette. Kaum wiederzuerkennen ist hřbitov vom deutschen Friedhof.
Deutsche Wortimporte waren so häufig, dass schon Jan Hus 1412 heftig dagegen wetterte. Es waren Wörter wie hantuch, šorc (Schürze), knedlík (Knödel), hausknecht und forman (Fuhrmann). 1631 hatte der Schulreformer Jan Amos Komenský (Comenius) keine Bedenken, den biblischen Begriff „Paradies“ mit lusthaus zu übertragen.
Im späten 19. Jahrhundert arbeiteten viele tschechische Handwerker im deutschsprachigen Gebiet der Donaumonarchie. Die tschechische Sprache sank zur Dienstbotensprache herab und übernahm zahlreiche Lehnwörter aus diesem Bereich ermloch (Ärmelloch), flikovat (flicken) und piglovat (bügeln).
Die auch gegenwärtig aktiv gesprochene Brünner Mundart Hantec bedient sich zahlreicher Germanismen.
Andere (teils umgangssprachlich verwendete) Germanismen im Tschechischen
- betla: Bett
- biflovat: büffeln
- calovat: zahlen
- cimra: Zimmer
- durch: durch
- flastr: (Heft-)Pflaster
- flek: Fleck
- fotr: Vater
- fuč: futsch
- fusakle/fusekle: (Fuß-)Socken
- futro:  Futter bei Textilartiteln
- hadr: Scheuerlappen, Putzlumpen (sächsisch „Hader“)
- haksna: Bein (von süddt. „Haxe“)
- hercna: Herz
- hic: Hitze
- ksicht: Fratze (von Gesicht)
- lochna: Loch
- plac: Platz
- štamprle: Schnapsglas („Stamperl“)
- stangla: Oberrohr (Stange) am Fahrrad

### Tok Pisin
Selbst die Kreolsprache Tok Pisin in der ehemals deutschen Kolonie Papua-Neuguinea hat Wörter aus dem Deutschen entlehnt. Dazu gehören balaistift für „Bleistift“, das heute allerdings von dem englischen pencil verdrängt wird. Raus bedeutet „Geh!“ oder „Aus dem Weg!“. Davon abgeleitet ist rausim in der Bedeutung „leeren, entlassen, wegwerfen“.
An die Missionierung durch deutsche katholische Laienbrüder erinnern die Wörter bruda, beten und prista (Priester). An das Auftreten deutscher Kolonialherren erinnern Schimpfwörter wie rinfi (Rindvieh) oder saise (Scheiße).

### Ungarisch
Schon als der Staatsgründer, der heilige Stephan, im Jahr 996 die Prinzessin Gisela von Bayern heiratete, übernahmen die Ungarn deutsches Wortgut. Dazu gehört das Wort „Herzog“. Zu der ungarischen Form herceg kam es durch Vokalharmonie, der Angleichung der Vokale innerhalb eines Wortes. Aus diesem ungarischen Lehnwort entstand später der Landschaftsname Hercegovina.
Deutsche Geistliche, Hofleute, Bauern und Handwerker gab es besonders im 13. und 18. Jahrhundert. Sie alle brachten ihren Fachwortschatz mit. Hierzu zählen die Berufsbezeichnungen bakter (Nachtwächter, Bahnwärter), suszter (Schuster) und sinter (Schinder) wie auch die Begriffe kuncsaft (Kundschaft) und majszter (Meister). In einzelnen Berufen wurde ein großer Teil der Fachwörter übernommen, so gibt es im Bereich der Tischlerei lazur (Lasur), firnisz (Firnis), lakk (Lack), smirgli (Schmirgelpapier) und colstok (Zollstock).
Spätere Entlehnungen fanden hauptsächlich während der österreichisch-ungarischen Doppelmonarchie statt. Dieser Zusammenschluss erklärt die Vielzahl von Wörtern, die vorwiegend in Österreich gebräuchlich sind. Hierzu zählen die Ausdrücke krampusz (Krampus, der Begleiter des Nikolaus), partvis (Handbesen, von „Bartwisch“), nokedli (Kloß, von „Nocken“), smarni (Mehlspeise, von „Schmarren“) und ribizli (Johannisbeere, von „Ribisel“); eszcájg leitet sich von „Esszeug“ ab. Gebrauchtwarenhändler werden handlé genannt. Kleingehacktes ist fasírt (österr. „faschiert“), Knödel heißen knődli. Das Wort fírhang (Vorhang) wurde noch von älteren Menschen teilweise bis in die Mitte des 20. Jahrhunderts benutzt. Ein ringlispíl (österr. Ringelspiel) bezeichnet ein Karussell.
Das Wort kuplung (Kupplung) hat im KfZ-Bereich, vor allem in der Umgangssprache, das eigentliche Wort tengelykapcsoló (obwohl es seine technische Funktion recht genau beschreibt), nahezu vollständig abgelöst. Der Rückwärtsgang wird oft mit lükverc oder rükverc bezeichnet. Die der deutschen Schreibweise eher entsprechende Endung ‚tsz‘ ist eher selten.
Witz ist in Form des Substantives vicc, des Adjektivs vicces (witzig) und des Verbs viccel (witzeln) ebenfalls in der ungarischen Sprache vorhanden. Ein anderes Beispiel ist koffer, der Koffer.
Auch ein ganzer Satz wurde zu einem ungarischen Wort. Vigéc, abgeleitet von der deutschen Begrüßung „Wie geht’s?“, ist das ungarische Wort für einen Haustürverkäufer. Das Wort spájz steht für die Speisekammer. Ähnlich wie im Französischen wird der deutsche Fragesatz „Was-ist-das?“ als Wort verwendet. Allerdings bedeutet es im Ungarischen „Kunst“ oder „Kunststück“. Im Satz sieht es dann folgendermaßen aus „Ez olyan nagy was-ist-das? („Ist das so ein großes Kunststück?“ im Sinne von „Ist das denn wirklich so schwer?“)“

## Abwandlungen deutscher Wörter
Germanismen in Fremdsprachen können gegenüber dem Deutschen einen Bedeutungswandel erfahren haben und erscheinen den Lernenden dann als falsche Freunde.
- So ist im Russischen ein галстук galstuk kein Halstuch, sondern eine Krawatte, und ein парикмахер parikmacher (Perückenmacher) ein Friseur.